# La Cruz, Elota
La Cruz är en ort i Mexiko.   Den ligger i kommunen Elota och delstaten Sinaloa, i den centrala delen av landet, 900 km nordväst om huvudstaden Mexico City. La Cruz ligger 32 meter över havet och antalet invånare är 15 500.
Terrängen runt La Cruz är platt. Runt La Cruz är det mycket glesbefolkat, med 4 invånare per kvadratkilometer. La Cruz är det största samhället i trakten. Omgivningarna runt La Cruz är en mosaik av jordbruksmark och naturlig växtlighet.